# Kerkhof van Moregem
Het Kerkhof van Moregem is een gemeentelijke begraafplaats in het Belgische dorp Moregem, een deelgemeente van  Wortegem-Petegem. Het kerkhof ligt rond de Parochiekerk Sint-Pietersstoel en wordt omgeven door een haag.

## Britse oorlogsgraven
Op de begraafplaats liggen de graven van 4 Britse gesneuvelden. Een ervan is van Thomas Reginald Coghlan, onderluitenant bij de Royal Irish Fuseliers. Hij sneuvelde op 24 oktober 1918. 
De drie andere graven (waaronder 1 niet geïdentificeerde) zijn van Britse militairen die sneuvelden tijdens de Tweede Wereldoorlog. Zij vielen allen in mei 1940 bij de gevechten tegen het oprukkende Duitse leger. De graven worden onderhouden door de Commonwealth War Graves Commission en zijn daar geregistreerd onder Moregem Churchyard.
- Arthur Woollaston, soldaat bij het Queen's Own Royal West Kent Regiment is drager van de Military Medal (MM). Hij sneuvelde op 22 mei 1940.